# Delia (Kansas)
Delia es una ciudad ubicada en el de condado de Jackson en el estado estadounidense de Kansas. En el año 2010 tenía una población de 169 habitantes y una densidad poblacional de 563,33 personas por km².

## Geografía
Delia se encuentra ubicada en las coordenadas 39°14′22″N 95°57′52″O / 39.23944, -95.96444 (39.239321, -95.964543).

## Demografía
Según la Oficina del Censo en 2000 los ingresos medios por hogar en la localidad eran de $36,667 y los ingresos medios por familia eran $37,250. Los hombres tenían unos ingresos medios de $29,375 frente a los $43,750 para las mujeres. La renta per cápita para la localidad era de $14,665. Alrededor del 12.8% de la población estaban por debajo del umbral de pobreza.

## Personajes ilustres
David Allen Bawden vivió en Delia entre 1993 y 2022.